# Makresj
Makresj (Bulgaars: Макреш) is een dorp in de  Bulgaarse  oblast Vidin. Het dorp Makresj is het administratieve centrum  van de gelijknamige gemeente Makresj. Op 31 december 2018 telde het dorp 364 inwoners, terwijl de gemeente Makresj, inclusief zes andere dorpen, zo'n 1.277 inwoners had. Net als elders in Noordwest-Bulgarije neemt de bevolking ook in het dorp Makresj in een drastisch tempo af.